# Call me DJ!
Call me DJ! ist eine deutsche Serie, die durch ARD Kultur produziert wurde und in fünf Folgen verschiedenen Frauen, die als DJ arbeiten, darstellt. Regisseurin Rosanna Grüter, selbst DJ, spricht mit den Protagonistinnen über ihre Erfahrungen in der zumeist männlich dominierten Musikbranche und gibt Einblicke in die Technokultur.

## Inhalte
Die Filmemacherin Rosana Grüter, selbst DJ, begleitet weibliche DJs in der Technokultur und dokumentiert ihre Erfahrungen. Call me DJ! ermöglicht Einblicke in das Leben und die Herausforderungen dieser Frauen, die in einer von Männern dominierten Domäne erfolgreich sein wollen. Sie berichten u. a. über persönliche Erfahrungen mit verschiedenen Formen von Sexismus, Diskriminierung, Care-Arbeit, den Erfolgsdruck sowie den Konsum von Alkohol und Drogen. Einige der Protagonistinnen sind Teil feministischer DJ-Kollektive und setzen sich für die Organisation von Projekten ein, die Frauen bestärken.

## Produktion und Hintergründe
Call me DJ! ist eine Dokumentation, die im Auftrag von ARD Kultur produziert wurde. Regie führte Rosana Grüter, eine Filmemacherin, die das feministische Kollektiv Les Belles de Nuit gründete, um die Sichtbarkeit von Frauen in der Musikwelt zu fördern. Grüter bekannt u. a. unter dem Alias „Roxanne“ stellte fest: „Die Leistung weiblicher DJs wird eigentlich immer am Geschlecht gemessen: Wenn man gut ist, ist man gut für eine Frau. Wenn man schlecht ist, können Frauen nicht auflegen.“

## Episodenliste
| Nr. | Originaltitel | Regie          |
| --- | ------------- | -------------- |
| 1   | Rampenlicht   | Rosanna Grüter |
| 2   | Kreativität   | Rosanna Grüter |
| 3   | Business      | Rosanna Grüter |
| 4   | Beziehungen   | Rosanna Grüter |
| 5   | Netzwerke     | Rosanna Grüter |